# (2390) Nežárka
(2390) Nežárka – planetoida z pasa głównego asteroid okrążająca Słońce w ciągu 4 lat i 89 dni w średniej odległości 2,62 au. Została odkryta 14 sierpnia 1980 roku w Obserwatorium Kleť w pobliżu Czeskich Budziejowic przez Zdeňkę Vávrovą. Nazwa planetoidy pochodzi od czeskiej rzeki Nežárka. Przed nadaniem nazwy planetoida nosiła oznaczenie tymczasowe (2390) 1980 PA1.